# Patissa percnopis
Patissa percnopis là một loài bướm đêm trong họ Crambidae.